# Nazario Eguía
Nazario Eguía y Sáez de Buruaga, conde de Casa-Eguía (Durango, 27 de julio de 1777—Tolosa, 1865) fue un militar y político español que llegó a ser General en jefe del Ejército carlista tras la muerte de Zumalacárregui.

## Biografía
Pertenecía a una de las más ilustres familias de Vizcaya y era sobrino del militar Francisco de Eguía. Estudió Filosofía, Ciencias Exactas y Teología, y por último recibió instrucción militar en la Escuela de Ingenieros Militares de Zamora.
Muy joven, en 1794 luchó con los voluntarios vizcaínos contra los franceses en la Guerra del Rosellón. A los veintidós años fue nombrado oficial de Ingenieros. Durante la Guerra de la Independencia se distinguió notablemente y fue jefe de Estado Mayor del general Wellington, ganando todos sus ascensos hasta obtener el grado de mariscal de campo antes de cumplir los treinta y seis años.
Participó en diversas acciones contra el régimen liberal instalado durante el reinado de Fernando VII de 1820 a 1823, lo que le valió las iras de los liberales.

### Restauración absolutista
Como exaltado absolutista, obtuvo la confianza de Fernando VII, que en 1824 le nombró capitán general de Galicia. Por la dureza de su carácter hizo que emigraran muchas personas del distrito de su mando. En 1829 fue objeto de un atentado al recibir un pliego que decía reservado, y que al abrirlo, estalló, destrozándole una mano, por lo que tuvieron que amputársela. Además de la mano derecha, perdió algunos dedos de la izquierda, por lo que el rey le autorizó para que al firmar hiciera uso de estampilla.
Nombrado Teniente general y conde de Casa-Eguía, fue perseguido por los liberales de 1832, retirándose a Pamplona, donde se puso de acuerdo con Zumalacarregui, abrazando la causa del Infante Don Carlos. Estuvo un año emigrado, hasta que volvió a España, y en 1835 fue nombrado General en jefe del Ejército carlista.

### Primera guerra carlista
Don Carlos le confió el mando del ejército fuerte en 25.000 hombres, que hasta entonces había estado a las órdenes del General Moreno. Marchó contra el General Córdova, con quien luchó en Guevara (1835) y Arlabán (1836), siendo el resultado dudoso en el primer combate y favorable a los carlistas, según Antonio Pirala, en el segundo. Posteriormente rindió las plazas de Valmaseda y Mercadillo, destruyendo sus defensas y fortificaciones y se trasladó a Durango con todo su ejército. Consiguió brillantes victorias en Maturana, Lerín, Villarreal de Álava, Plencia, Mercadillo, El Berrón y otras; pero perdió en Luchana, junto a Bilbao.
En mayo de 1836 Eguía fue premiado por Don Carlos con la gran cruz de Carlos III, libre de gastos. El general agradeció la distinción de su rey, pero molestado por las intrigas y murmuraciones de los coetáneos decidió abandonar el mando; y queriendo prestar antes un servicio a su causa, imprimió una proclama a la que dio inmediata publicidad el 10 de junio de 1836. Los resultados de esta proclama no se hicieron esperar, pues pasaron al campo carlista muchos liberales, tanto, que el contingente del ejército de Eguía había aumentado durante su mando en cerca de 10 000 hombres. Don Carlos se vio obligado a admitir la renuncia, deplorando tener que prescindir de un general cuya gestión fue gloriosa para la causa carlista, y le otorgó el título de conde de Casa Eguía. Fue sustituido en el mando del Ejército carlista por Bruno de Villarreal y Ruiz de Alegría.

### Monarquía isabelina
Después del Convenio de Vergara firmado por Maroto y Espartero, mantuvo su grado y distinciones como Teniente General. Se retiró a Tolosa, donde pasó el resto de su vida. Poco antes del Bienio Progresista fue elegido Senador Real.